# Cerith Wyn Evans
Cerith Wyn Evans (* 1958 in Llanelli, Wales) ist ein britischer Konzeptkünstler, Bildhauer und Filmemacher.

## Leben
Wyn Evans studierte in London am Central Saint Martins College of Art and Design und am Royal College of Art, London. Nach dem Studium war er zunächst Assistent des britischen Filmregisseurs Derek Jarman. Seine frühen Experimentalfilme aus den 1980er Jahren waren geprägt durch die Zusammenarbeit mit Tänzern, so mit Michael Clark und Leigh Bowery.
In den 1990er Jahren begann Wyn Evans sich mit Bildhauerei, Installationen und Konzeptkunst zu befassen. Er hatte Kontakt mit den Young British Artists. Seit dieser Zeit ist er auf Einzel- und Sammelausstellungen vertreten.
Im Jahre 2003 vertrat er seine Heimat Wales auf der 50. Biennale di Venezia im ersten nationalen Pavillon von Wales. Für die Wiener Staatsoper gestaltete er 2011 ein riesiges Großbild (176 m²), das in der Spielzeit 2011/2012 im Rahmen der von museum in progress konzipierten Ausstellungsreihe „Eiserner Vorhang“ gezeigt wurde.
Cerith Wyn Evans lebt und arbeitet in London.

## Einzelausstellungen (Auswahl)
- 2004: Frankfurter Kunstverein, Frankfurt am Main.
- 2006: Musée d’art moderne de la Ville de Paris, Paris: In which something happens all over again for the very first time.
- 2006/2007: Städtische Galerie im Lenbachhaus, München: Cerith Wyn Evans.
- 2007: Kunsthaus Graz im Universalmuseum Joanneum, Graz, Steiermark, Österreich: Cerith Wyn Evans: bubble peddler.
- 2008: Museo de Arte Contemporáneo de Castilia y León (MUSAC), León: Cerith Wyn Evans.
- 2009: Inverleith House, Edinburgh, Schottland.
- 2009: Tramway, Glasgow.
- 2009/2010: Cerith Wyn Evans,... - delay, Internationales Kunstzentrum deSingel, Antwerpen, Belgien.
- 2010: Every one's gone to the movies, now we're alone at last, Mason's Yard, White Cube, London.
- 2012: Cerith Wyn Evans, De La Warr Pavilion, Bexhill-on-Sea, East Sussex, England.
- 2013: ...later on they are in a garden..., Kunst-Station Sankt Peter Köln.
- 2014: Cerith Wyn Evans, Installation. Serpentine Gallery, London.

## Ausstellungsbeteiligungen (Auswahl)
- 2002: Documenta 11
- 2003: Adorno - Die Möglichkeit des Unmöglichen , Frankfurter Kunstverein, Frankfurt am Main.
- 2005: 9. Istanbul Biennale
- 2008: International Triennale of Contemporary Art, Yokohama, Japan
- 2010: Aichi Triennale, Nagoya, Japan
- 2011: Geheimgesellschaften. Wissen, Wagen, Wollen, Schweigen, Schirn Kunsthalle, Frankfurt am Main

## Ehrungen (Auswahl)
- 2006: Internationaler Kunstpreis Kulturstiftung Stadtsparkasse München